# Tukuran
Tukuran è una municipalità di quarta classe delle Filippine, situata nella Provincia di Zamboanga del Sur, nella regione della Penisola di Zamboanga.
Tukuran è formata da 25 baranggay:
- Alindahaw
- Baclay
- Balimbingan
- Buenasuerte
- Camanga
- Curvada
- Laperian
- Libertad
- Lower Bayao
- Luy-a
- Manilan
- Manlayag
- Militar

- Navalan
- Panduma Senior
- Sambulawan
- San Antonio
- San Carlos (Pob.)
- Santo Niño (Pob.)
- Santo Rosario
- Sugod
- Tabuan
- Tagulo
- Tinotungan
- Upper Bayao